# كلوستريديوم حراري محلل السكر
كلوستريديوم ثيرموسكاروليتيكام أو كلوستريديوم حراري محلل السكر (THETR) هي بكتيريا موجبة غرام لاهوائية, متحركة.